# Amherst (Nova Scotia)
Amherst ist eine Stadt im Westen der südöstlichen kanadischen Provinz Nova Scotia und etwa drei Kilometer entfernt von der Grenze zur Provinz New Brunswick. Amherst ist die größte Stadt des Cumberland County und Sitz der Countyverwaltung.
Die Stadt Amherst erlangt durch ihre Lage im geografischen Zentrum der Atlantikprovinzen Kanadas eine wirtschaftlich wichtige Bedeutung für den Warenverkehr zwischen New Brunswick und Nova Scotia. 

## Geschichte
Anfangs wurde die Region von Mi'kmaq-Indianern bewohnt, welche die Gegend Nemcheboogwek (dt. Den ansteigenden Boden hinaufgehen) nannten. Die ersten europäischen Siedler waren Akadier, die 1672 das Dorf Les Planches gründeten. Nachdem die Akadier von den Briten vertrieben wurden, gründeten diese 1764 drei Kilometer entfernt von der ursprünglichen Siedlung die heutige Stadt Amherst. Die Stadt wurde durch Oberst Joseph Morse benannt, dem ersten britischen Siedler, zu Ehren von Jeffrey Amherst, 1. Baron Amherst, Oberbefehlshaber der britischen Streitkräfte in Amerika.
Nach der Amerikanischen Revolution ließen sich britische Loyalisten in der Stadt nieder. 
Der russische Revolutionär Leo Trotzki wurde in einem Internierungslager in Amherst festgehalten, nachdem er in Halifax 1917 verhaftet worden war.
Als während des Zweiten Weltkrieges die Internierung von Japanern und japanischstämmigen Kanadiern erfolgte, war die Gemeinde einer der Orte die dafür ausgewählt wurden.

## Söhne und Töchter der Stadt
- Charles Tupper (1821–1915), kanadischer Premierminister
- George Cove (1863 oder 1864–unbekannt), Erfinder
- James Ralston (1881–1948), Offizier und Politiker
- Norman McLeod Rogers (1894–1940), Rechtsanwalt, Richter und Politiker
- Maxwell Lucas (1910–2010), R&B- und Jazz-Musiker
- Willard Boyle (1924–2011), Miterfinder der Charge-coupled Devices (CCD)
- Wayde Douglas Bowles (1944–2020), Wrestler „Rocky Johnson“
- Sandy Goss (* 1966), Schwimmer
- Leslie Feist (* 1976), Pop-Sängerin

## Bildungsinstitutionen
- ARHS Amherst regional highschool (weiterführende Schule)
- E.B. Chandler Junior High (Mittelschule)
- Springstreet academy (Grund-/Mittelschule)
- West highlands elementary school (Grundschule)